# Josef Křepela
Josef Křepela, né le 22 janvier 1924, à České Budějovice, en Tchécoslovaquie et décédé le 1er avril 1974, à Sliač, en Tchécoslovaquie, est un joueur tchécoslovaque de basket-ball.

## Palmarès
- Champion d'Europe 1946